# Jorge Luque García
Jorge Luque García (Córdoba, 8 de marzo de 1981) es un exfutbolista profesional español que jugaba en la demarcación de mediocentro ofensivo aunque también podía hacerlo como mediapunta. Se retiró en 2015 en el Fútbol Club Cartagena.

## Carrera deportiva
Comenzó en el Séneca CF cordobés hasta que en la temporada 1996-1997 cuando pasó a la cadena filial del Sevilla FC, hasta llegar al equipo B Después pasó por el Mérida UD y el Alicante CF hasta llegar al Xerez CD con los que hizo su debut en Segunda División. En su primer año jugó 30 partidos y marcó 4 goles y sin duda lo más destacable fue su ascenso a Primera división en su tercera temporada como jugador azulino.
En 2009 es fichado por Lucas Alcaraz en su nuevo proyecto Córdoba CF, donde disputó 35 partidos siendo una pieza importante en la medular. En 2011 ficha por el Elche CF con aspiraciones. En los ilicitanos jugó 24 encuentros en Segunda. El 30 de junio de 2012, el club le hace saber que no cuentan con él para la temporada 2012, y que se busque otro equipo.
En enero de 2013, se compromete hasta junio con el Cádiz Club de Fútbol. En su primera media campaña en Cádiz, jugó 12 partidos con debut en la jornada 22. En su segunda temporada de amarillo actuó en 35 encuentros en la temporada 2013-14.
El martes 1 de julio de 2014, el centrocampista andaluz causa alta en el Fútbol Club Cartagena.